# モーリン・フォレスター

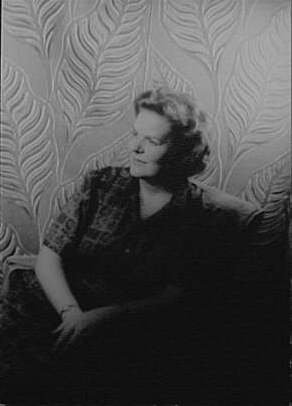
モーリン・フォレスター

モーリーン・フォレスター（またはモーリン・フォレスター、Maureen Forrester, 1930年7月25日 - 2010年6月16日 ）は、カナダの声楽家。オペラとリートに活躍した往年の名アルト歌手。本名キャスリーン・ステュワート（Kathleen Stewart）。

## 人物
ケベック州モントリオール東部の貧しい家庭に生れる。13歳で学校を中退して秘書や電話交換手の仕事をし、家計を支えた。声楽教師に支払うことが出来るようになり、サリー・マーティンやフランク・ロウ、バリトン歌手のバーナード・ダイアマントに師事。1953年に地元のYWCAでデビュー・リサイタルを行う。このときの伴奏者ジョン・ニューマークとは、生涯にわたって協力関係を築くこととなった。オットー・クレンペラーの指揮でモントリオール交響楽団と共演し、ベートーヴェンの《交響曲 第9番》を歌って演奏会デビューを果たす。
カナダ国内外（特に欧州）で新進演奏家とともに積極的に演奏旅行を行なう。1956年にニューヨーク・デビューを果たすとブルーノ・ワルターに招かれ、歌って聞かせた結果、マーラーの《復活》の演奏や録音に適したコントラルトとして期待をかけられ、これによって巨匠との暖かい関係が始まることとなった。ワルターはマーラーのアシスタントであり、マーラー直伝の解釈をフォレスターに伝えた。翌1957年、フォレスターは、ニューヨーク・フィルハーモニー管弦楽団との共演により、ワルターの告別演奏会に出演した。
1958年にワルター最初のステレオ録音において、《復活》の録音が実現した際、フォレスターが独唱者に招かれている。またこの時期、ベイヌム指揮コンセルトヘボウ管弦楽団とマーラーの《第3交響曲》を、フェレンツ・フリッチャイ指揮ベルリン・フィルハーモニー管弦楽団と、ベートーヴェンの《交響曲 第9番》（実演でも同曲を共演）や同指揮で、ベルリン放送交響楽団とブラームスの《アルト・ラプソディ》などを録音している。また、トーマス・ビーチャムとはディーリアスの管弦楽伴奏つき声楽曲の録音も行なった。また厳格で知られるフリッツ・ライナーとの「大地の歌」の録音(RCA)も秀逸である。
フォレスターはマーラー歌手として、また大変な精力家として有名であり、指揮者ユージーン・カッシュとの間にもうけた5人の子供を育てながら、年間120回もの演奏に参加した。歌手としては、ドイツ語の発音の正確なことで、また劇的な感覚に非常に優れていることで知られている。演奏会とオペラの両面に定期的に出演した。
カナダ国内の作曲家の擁護者としても知られ、特に国外での演奏旅行に際しては、定期的にカナダ人作曲家の作品を取り上げた。1983年から1988年までカナダ・カウンシルに勤務。1967年にカナダ政府より叙勲されてから、数多くの栄誉にあずかってきた。2003年にはケベック州政府からも叙勲されている。
テレビ番組「タンタンの冒険」にも出演、ビアンカ・カスタフィオーレ役を務めた。
1986年に回想録『 Out of Character 』（ISBN 0771032285）を上梓した。